# مانيلا إسبوزيتو
مانيلا إسبوزيتو (من مواليد 2 نوفمبر 2006) هي لاعبة جمباز فني إيطالية وعضوة في الفريق الإيطالي الفائز في الميدالية الفضية في دورة الألعاب الأولمبية الصيفية 2024، فازت أيضًا بالميدالية البرونزية في حدث عارضة التوازن. حصلت على الميدالية الذهبية الأوروبية في الجمباز الشامل عام 2024 بالإضافة إلى الميدالية الذهبية في حدث عارضة التوازن وحركات الأرضية عام 2024.
تنافست إسبوزيتو في بطولة أوروبا للجمباز الفني للسيدات 2024 جنبًا إلى جنب مع أليس داماتو، آسيا داماتو، أنجيلا أندريولي، وإيليسا يوريو. في اليوم الأول من المنافسة، فازت إسبوزيتو بالمسابقة الشاملة وأصبحت ثالث امرأة إيطالية تحقق هذا الإنجاز. خلال نهائيات حصلت على ميداليتين ذهبيتين أخريين، وفازت في كل من عارضة التوازن وحركات الأرضية. في اليوم الأخير من المنافسة الفرق، ساهم إسبوزيتو بالنتائج على جميع الأجهزة الأربعة، مما ساعد الفريق الإيطالي في الفوز بلقبه الأوروبي الثالث.
في يوليو، تنافست إسبوزيتو في البطولات الإيطالية حيث احتلت المركز الثاني في الجمباز الشامل. في ختام المسابقة تم تسميتها في الفريق الذي سيمثل إيطاليا في دورة الألعاب الأولمبية الصيفية 2024 جنبًا إلى جنب مع أليس داماتو وأنجيلا أندريولي وإيليسا يوريو وجورجيا فيلا.
ساعدت إسبوزيتو إيطاليا في دورة الألعاب الأولمبية الصيفية 2024 في التأهل الفريق إلى نهائي الفرق حيث انهى الفريق المنافسة بحصوله على الميدالية الفضية، ساهمت إسبوزيتو بالنتائج في القفز، وعارضة التوازن، وحركات الأرضية، ليعادل أعلى تصنيف فريق أولمبي إيطالي فاز آخر مرة بميدالية فضية قبل 96 عامًا في حدث الجمباز الشامل للسيدات في دورة الألعاب الأولمبية الصيفية 1928. على المستوى الفردي تنافست في الجمباز الشامل وعارضة التوازن وحركات الأرضية، خلال حدث الجمباز الشامل للسيدات احتلت إسبوزيتو المركز الرابع عشر. تنافس أيضاً في حدث عارضة التوازن، وحصلت على 14.400 نقطة وفازت بالميدالية البرونزية خلف مواطنها داماتو وتشو ياتشين من الصين. واحتلت المركز التاسع في منافسات حركات الأرضية.